# 팬더래트

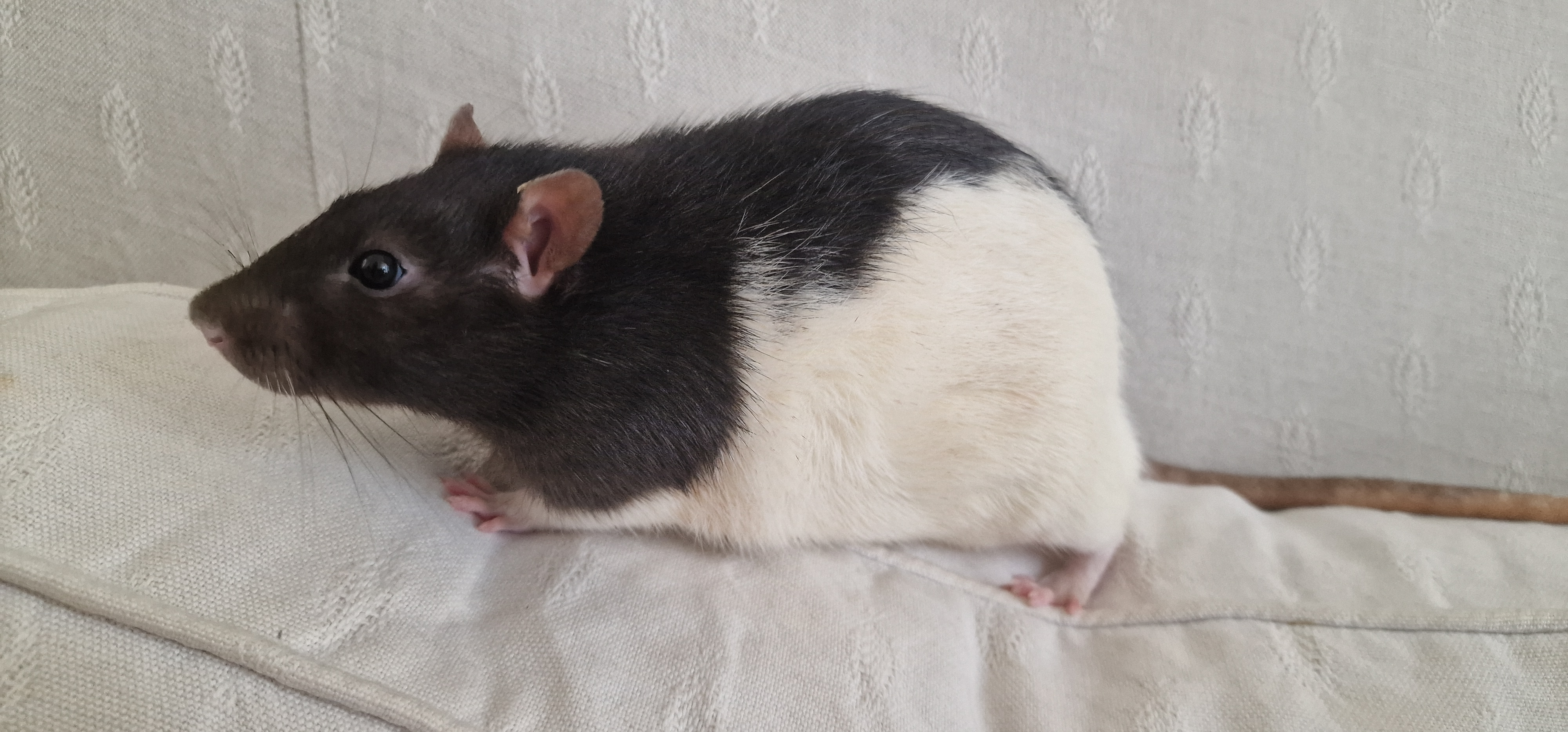
팬더래트

팬더래트(Fancy rat)는 갈색 쥐인 라투스 노르베기쿠스(Rattus norvegicus)의 길들여진 형태이며 반려동물로 키우는 가장 흔한 쥐 종이다. 팬더래트라는 이름은 취미에 대한 형용사 팬더에서 유래했으며, 애완동물이나 가축의 감상, 홍보 또는 번식을 포함하는 취미인 애니멀 팬시(animal fancy)에서도 볼 수 있다. 여러 세대에 걸쳐 번식된 후 온순해진 야생 포획 표본의 자손은 팬더 유형에 속한다. 팬더래트는 원래 18세기와 19세기 유럽에서 혈통 스포츠의 표적이었다. 나중에 애완동물로 번식되었으며, 현재는 다양한 털 색상과 패턴을 가지고 있으며 전 세계의 여러 쥐 애호가 그룹에서 번식 및 사육된다. 반려동물 가게와 사육자를 통해 판매된다. 팬더래트는 일반적으로 다른 작은 반려동물과 비교해도 상당히 저렴하다.  이것이 이들의 가장 큰 매력 중 하나이다. 게다가, 이들은 매우 독립적이고, 애정이 넘치며, 충성스럽고, 훈련이 쉽다. 이들은 다른 가축화된 설치류보다 더 지능적인 것으로 여겨진다. 건강한 팬더래트는 일반적으로 2~3년 정도 살지만, 1년 정도 더 오래 살 수도 있다.
팬더래트는 생리학적 특징이 인간의 생리학적 특징과 유사하기 때문에 의학 연구에 널리 사용된다. 이 분야에서 사용될 때는 실험실 래트라고 한다.
가축화된 래트는 야생 래트보다 생리학적, 심리적으로 다르며, 일반적으로 다른 일반적인 애완동물보다 건강상 더 큰 위험을 초래하지 않는다. 예를 들어, 가축화된 갈색 래트는 질병 위협으로 간주되지 않지만, 야생 래트 개체군에 노출되면 스트렙토바실러스 모닐리포르미스(Streptobacillus moniliformis)와 같은 병원균이 집에 유입될 수 있다. 팬더래트는 야생 래트과 다른 건강상의 위험을 가지고 있으므로 야생 래트와 같은 질병에 걸릴 가능성이 낮다.